# En händig man
En händig man è un album in studio del cantante svedese Per Gessle, pubblicato nel 2007.

## Tracce
1. En händig man – 3:01
2. Pratar med min müsli (hur det än verkar) – 3:04
3. Jag skulle vilja tänka en underbar tanke – 3:16
4. Fru Nordin – 3:07
5. Dixy – 2:51
6. När Karolina kom – 2:51
7. Hannas kärlekspil – 2:11
8. Om du kommer ihåg – 2:59
9. Om jag vetat då (vad jag vet nu) – 3:35
10. Tom Tom – 2:59
11. Våldsamt stillsamt – 2:41
12. Trött – 2:47
13. Samma gamla vanliga visa – 2:31
14. Min hälsning – 3:23